# Charles-Amédée Salmatoris-Rossillon
Charles-Amédée Salmatoris de Rossillon (1741-1810) fut l'une des principales figures de la cour de Charles-Emmanuel III de Savoie, roi de Sardaigne de 1730 à 1773.

## Biographie
Carlo Amedeo Salmatoris de Rossillon appartient à une ancienne famille patricienne de Cherasco (Coni), descendant des anciens vicomtes d'Auriate, seigneurs de Sarmatorio, qui possède le palazzo Salmatoris et la seigneurie de Salmour (Sarmatorio), d'où elle tire son nom,.
Il est le sixième fils de Gian Secondo (1643-1732) - sénateur du Piémont, puis président du Sénat de Nice (1697), comte de Lequio à partir de 1692 et de Villars à partir de 1723 - et de Caterina Rossillon de Bernezzo.
Après avoir suivi sa carrière militaire sous le règne de Vittorio Amedeo II (1675-1730), comme officier du régiment de cavalerie royale du Piémont , il devient le 25 mars 1735 l'un des quatre majordomes de la maison de Carlo Emanuele III. Le poste était occupé par quatre personnes, car chacune l'occupait pendant trois mois (c'est pour cette raison qu'on l'appelait un système de « district », où « district » signifiait la quatrième partie de l'année).
Le 19 janvier 1738, Carlo Emanuele III devient maître de cérémonie et introducteur des ambassadeurs, l'un des postes les plus importants de la cour de Savoie, chargé de superviser les cérémonies de la cour. Il occupe ce poste jusqu'à sa mort. De ses vingt années d'expérience curiale, il laisse un témoignage détaillé et important dans les quatre volumes du Registre Cérémonial du Comte Carlo Amedeo Salmatoris.
Son héritier est son neveu Carlo Salmatoris de Rossillon (1741-1822), fils de son frère aîné Francesco Amedeo (1687-1871), commandant des gardes de Charles Emmanuel III et d'Elizabeth de Challant.